# The Greatest Question
The Greatest Question er en amerikansk stumfilm fra 1919 af D. W. Griffith.

## Medvirkende
- Lillian Gish som Nellie Jarvis
- Robert Harron som Jimmie Hilton
- Ralph Graves
- Eugenie Besserer som Mrs. Hilton
- George Fawcett som Mr. Hilton